# Tetracloroetileno
El tetracloroetileno (percloretileno o PERC) es un líquido incoloro, no inflamable, pesado y con un olor parecido al éter. Normalmente usado como disolvente en limpieza de textiles y metales.

## Síntesis
Por cloración directa de compuestos orgánicos con 1-3 átomos de carbono a 600 - 800 °C y 0,2 - 1 MPa y destilación fraccionada de los productos obtenidos.

## Reactividad
A partir de los 150 °C puede reaccionar con el oxígeno del aire bajo formación de fosgeno.
Cl2C=CCl2 + O2 -> 2 Cl2C=O
En contacto con la humedad se descompone lentamente formando vapores tóxicos y corrosivos (HCl, ácido tricloracético, etc.).
Con algunos metales (metales alcalinos, alcalinotérreos, aluminio) puede reaccionar violentamente.

## Toxicología
El tetracloroetileno elimina la capa protectora de grasa de la piel. A partir de una concentración de 100 ppm se produce irritación de ojos, vías respiratorias, piel y mucosidades. La inhalación puede provocar edema pulmonar. Además puede producir cefalea, náuseas, vértigo y estados narcóticos. Se pueden producir daños irreversibles en el sistema nervioso central, hígado y riñones.
Hay sospechas de que el tetracloroetileno sea cancerígeno.
El tetracloretileno es peligroso para el medio ambiente, especialmente los acuíferos y la vida acuática.
En caso de derrame recoger con una sustancia absorbente.